# Сергей Гапликов
Сергей Анатолиевич Гапликов (на руски: Сергей Анатольевич Гапликов) е руски висш държавен служител и политик. Бил е министър-председател на Чувашката република, Руската федерация.

## Биография
Роден е в гр. Фрунзе, Киргизка ССР (дн. Бишкек, Киргизстан) на 29 април 1970 г.
Завършва Московския технически университет „Бауман“ (Факултет „Специално машиностроене“) и Московския държавен институт по международни отношения (Международноправен факултет), както и Всеруската академия по външна търговия (Факултет по държавна външноикономическа служба), получавайки съответно квалификация инженер, юрист, икономист. Владее английски и немски език.
Работи в Министерството на икономическото развитие на Русия (2000-2004). Председател е на Кабинета на министрите на Чувашката република (2004-2010). На 2 април 2010 година е назначен за заместник-ръководител на Апарата на Правителството на Руската федерация.
От 31 януари 2011 г. до 3 септември 2014 г. е президент на Държавна компания „Олимпстрой“.